# 多克內灣
69°14′S 39°38′E / 69.233°S 39.633°E
多克內灣，是南極洲的海灣，位於毛德皇后地的哈拉爾王子海岸，處於哈姆納灣西北面的呂佐夫-霍爾姆灣東岸，根據挪威探險隊拍攝的空中照片繪入地圖，現時由南極條約體系管理。

## 外部連結
- . . United States Geological Survey.   [2012-01-24].
- 本条目引用的公有领域材料来自美国地质调查局的文档《多克內灣》 （資料來自地名信息系统）。